# Mandagout
Mandagout est une commune française située dans l'ouest du département du Gard, en région Occitanie.
Exposée à un climat méditerranéen, elle est drainée par l'Arboux et par divers autres petits cours d'eau. Incluse dans les Cévennes, la commune possède un patrimoine naturel remarquable composé de trois zones naturelles d'intérêt écologique, faunistique et floristique.
Mandagout est une commune rurale qui compte 370 habitants en 2022, après avoir connu un pic de population de 1 281 habitants en 1831. Elle fait partie de l'aire d'attraction du Vigan. Ses habitants sont appelés les Mandagounais et Mandagounaises.

## Géographie

### Localisation
|       | Val-d'Aigoual |                            |
| Arphy | Mandagout     | Saint-André-de-Majencoules |
| Aulas | Le Vigan      |                            |

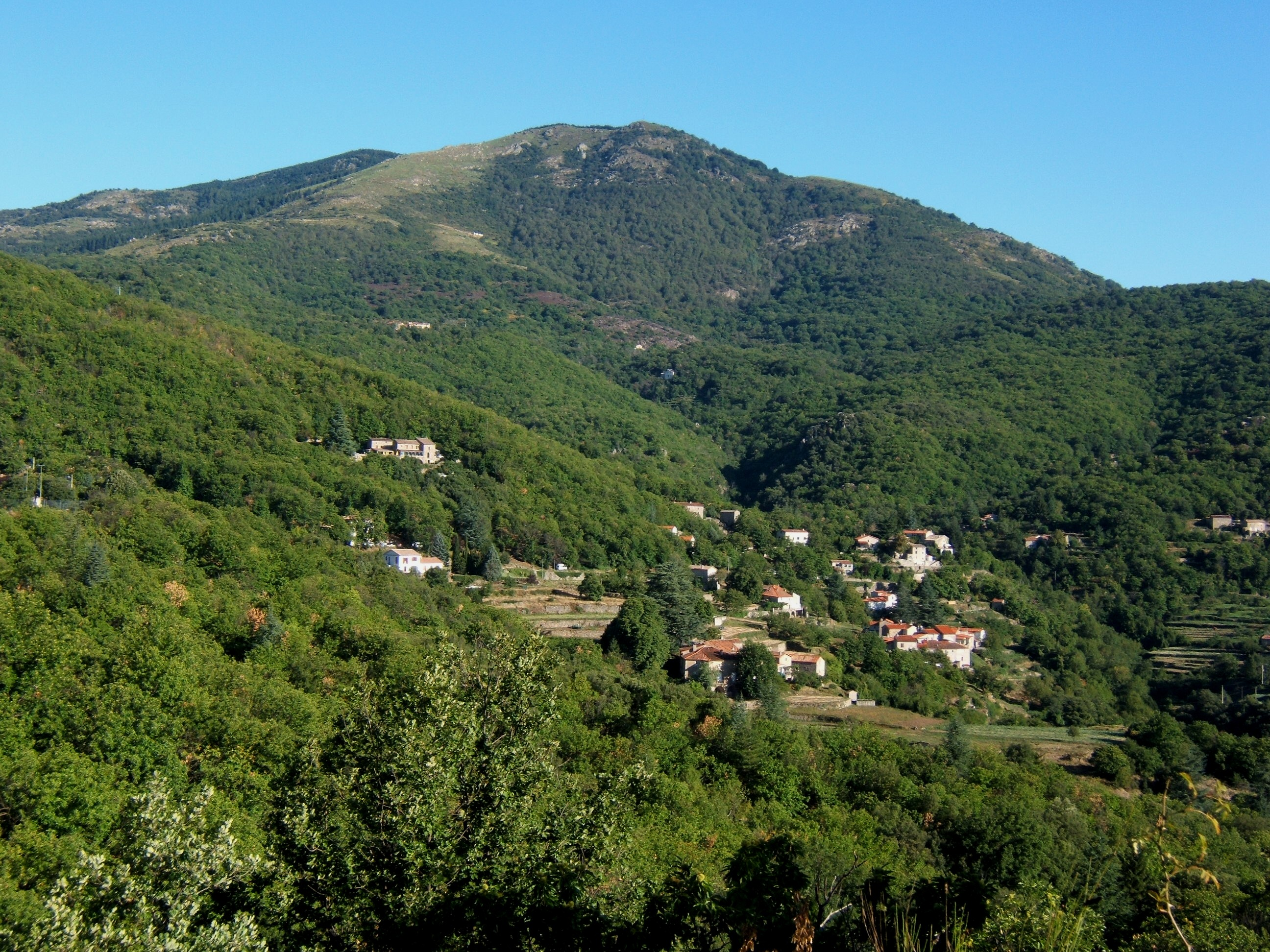
Les pentes de la Toureille.

La commune de Mandagout est formée de nombreux hameaux dispersés entre les vallées du Vigan et de Valleraugue, principalement sur les pentes et sud-est de la Toureille (point culminant 1 253 mètres). Les zones habitées ne dépassent guère les 700 mètres d'altitude et descendent jusqu'à 236 mètres en fond de vallée.

### Climat
Pour des articles plus généraux, voir Climat de l'Occitanie et Climat du Gard.
En 2010, le climat de la commune est de type climat méditerranéen franc, selon une étude s'appuyant sur une série de données couvrant la période 1971-2000. En 2020, Météo-France publie une typologie des climats de la France métropolitaine dans laquelle la commune est dans une zone de transition entre le climat de montagne et le climat méditerranéen et est dans une zone de transition entre les régions climatiques « Provence, Languedoc-Roussillon » et « Sud-est du Massif Central ».
Pour la période 1971-2000, la température annuelle moyenne est de 12,3 °C, avec une amplitude thermique annuelle de 16,5 °C. Le cumul annuel moyen de précipitations est de 1 520 mm, avec 8,9 jours de précipitations en janvier et 4,2 jours en juillet. Pour la période 1991-2020, la température moyenne annuelle observée sur la station météorologique la plus proche, située sur la commune du Vigan à 4 km à vol d'oiseau, est de 13,7 °C et le cumul annuel moyen de précipitations est de 1 494,8 mm,. Pour l'avenir, les paramètres climatiques de la commune estimés pour 2050 selon différents scénarios d'émission de gaz à effet de serre sont consultables sur un site dédié publié par Météo-France en novembre 2022.

### Milieux naturels et biodiversité

#### Espaces protégés
La protection réglementaire est le mode d’intervention le plus fort pour préserver des espaces naturels remarquables et leur biodiversité associée,. Dans ce cadre, la commune fait partie de l'aire d'adhésion du parc national des Cévennes. Ce  parc national, créé en 1967, est un territoire de moyenne montagne formé de cinq entités géographiques : le massif de l'Aigoual, le causse Méjean avec les gorges du Tarn et de la Jonte, le mont Lozère, les vallées cévenoles ainsi que le piémont cévenol.
La commune fait partie de la zone de transition des Cévennes, un territoire d'une superficie de 116 032 ha reconnu réserve de biosphère par l'UNESCO en 1985 pour la mosaïque de milieux naturels qui la composent et qui abritent une biodiversité exceptionnelle, avec 2 400 espèces animales, 2 300 espèces de plantes à fleurs et de fougères, auxquelles s’ajoutent d’innombrables mousses, lichens, champignons,.

#### Zones naturelles d'intérêt écologique, faunistique et floristique
L’inventaire des zones naturelles d'intérêt écologique, faunistique et floristique (ZNIEFF) a pour objectif de réaliser une couverture des zones les plus intéressantes sur le plan écologique, essentiellement dans la perspective d’améliorer la connaissance du patrimoine naturel national et de fournir aux différents décideurs un outil d’aide à la prise en compte de l’environnement dans l’aménagement du territoire. Une ZNIEFF de type 1 est recensée sur la commune : la « rivière de l'Hérault à Pont-d'Hérault, l'Arre aval et ruisseaux confluents » (136 ha), couvrant 6 communes du département et deux ZNIEFF de type 2, :
- le « massif de l'Aigoual et du Lingas » (28 495 ha), couvrant 17 communes dont 12 dans le Gard et 5 dans la Lozère[14] ;
- les « vallées amont de l'Hérault » (21 533 ha), couvrant 23 communes dont 22 dans le Gard et 1 dans l'Hérault[15].

Carte des ZNIEFF de type 1 et 2 à Mandagout.
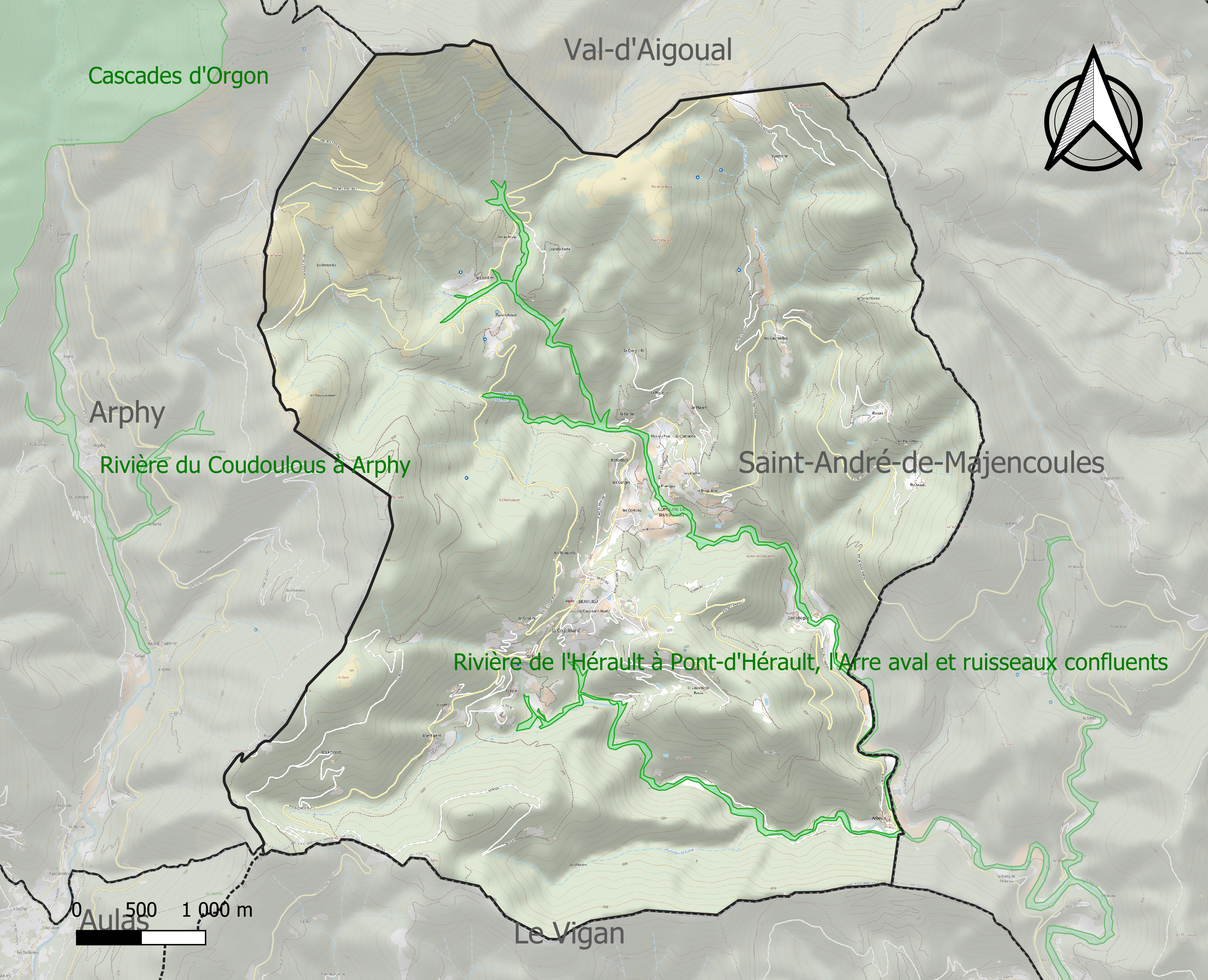
Carte de la ZNIEFF de type 1 sur la commune.
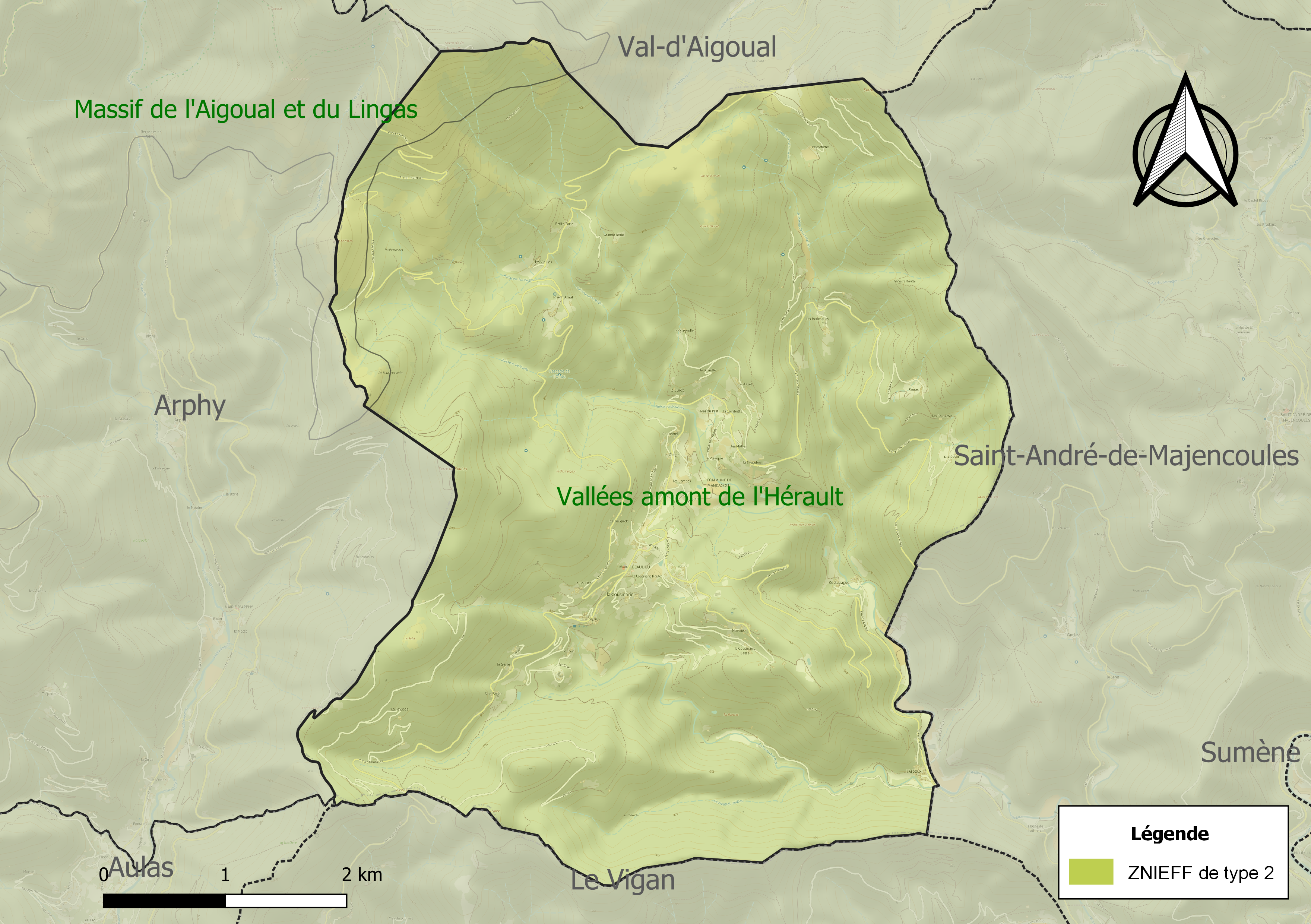
Carte des ZNIEFF de type 2 sur la commune.

## Urbanisme

### Typologie
Au 1er janvier 2024, Mandagout est catégorisée commune rurale à habitat très dispersé, selon la nouvelle grille communale de densité à sept niveaux définie par l'Insee en 2022.
Elle est située hors unité urbaine. Par ailleurs la commune fait partie de l'aire d'attraction du Vigan, dont elle est une commune de la couronne,. Cette aire, qui regroupe 20 communes, est catégorisée dans les aires de moins de 50 000 habitants,.

### Occupation des sols
L'occupation des sols de la commune, telle qu'elle ressort de la base de données européenne d’occupation biophysique des sols Corine Land Cover (CLC), est marquée par l'importance des forêts et milieux semi-naturels (93,5 % en 2018), en diminution par rapport à 1990 (94,6 %). La répartition détaillée en 2018 est la suivante :
forêts (84,4 %), milieux à végétation arbustive et/ou herbacée (9,2 %), zones agricoles hétérogènes (6,5 %). L'évolution de l’occupation des sols de la commune et de ses infrastructures peut être observée sur les différentes représentations cartographiques du territoire : la carte de Cassini (XVIIIe siècle), la carte d'état-major (1820-1866) et les cartes ou photos aériennes de l'IGN pour la période actuelle (1950 à aujourd'hui).

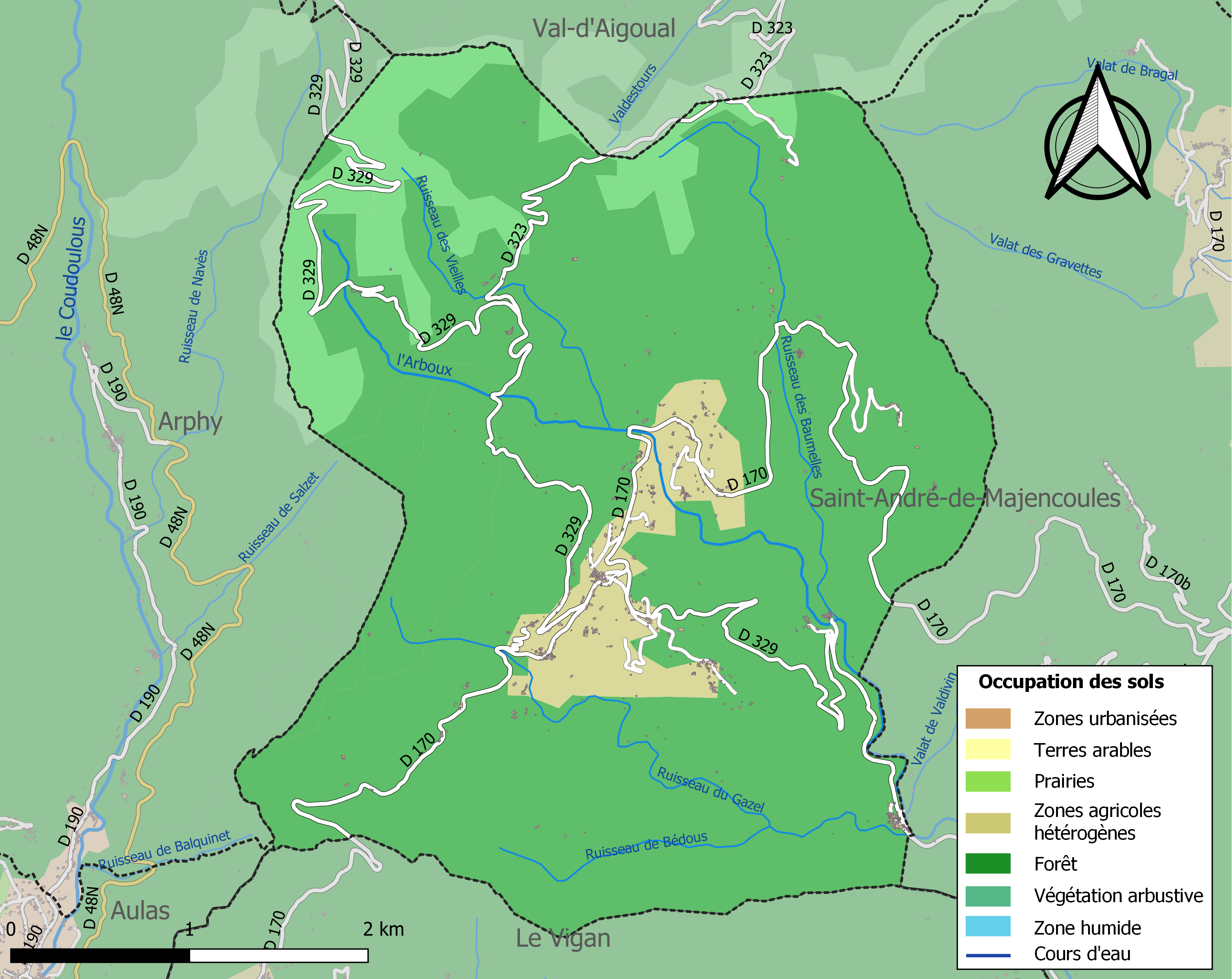
Carte des infrastructures et de l'occupation des sols de la commune en 2018 (CLC).

### Risques majeurs
Le territoire de la commune de Mandagout est vulnérable à différents aléas naturels : météorologiques (tempête, orage, neige, grand froid, canicule ou sécheresse), inondations, feux de forêts et séisme (sismicité faible). Il est également exposé à un risque particulier : le risque de radon. Un site publié par le BRGM permet d'évaluer simplement et rapidement les risques d'un bien localisé soit par son adresse soit par le numéro de sa parcelle.

#### Risques naturels
Certaines parties du territoire communal sont susceptibles d’être affectées par le risque d’inondation par débordement de cours d'eau, notamment La commune a été reconnue en état de catastrophe naturelle au titre des dommages causés par les inondations et coulées de boue survenues en 1982, 1994, 2014 et 2020,.

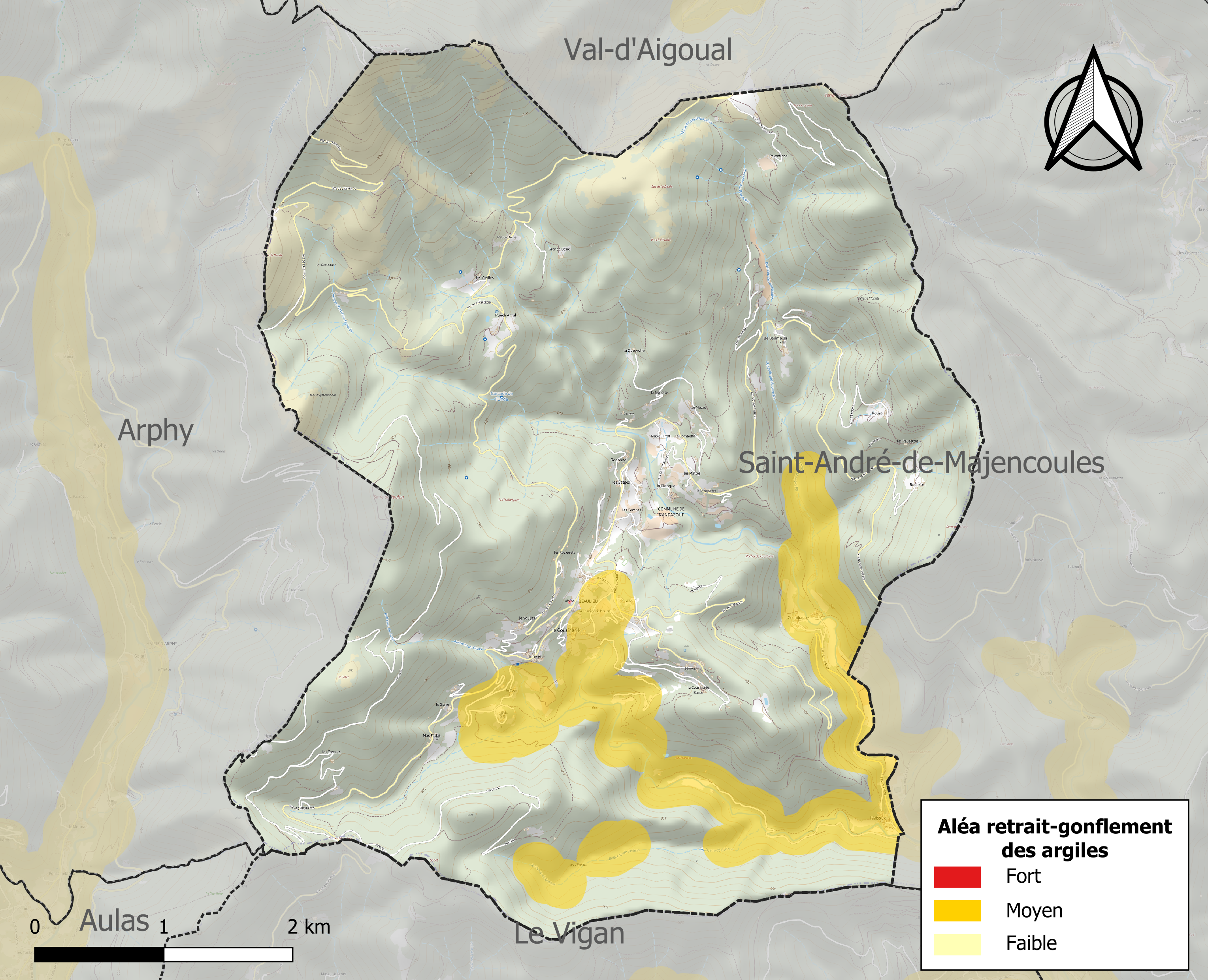
Carte des zones d'aléa retrait-gonflement des sols argileux de Mandagout.

Le retrait-gonflement des sols argileux est susceptible d'engendrer des dommages importants aux bâtiments en cas d’alternance de périodes de sécheresse et de pluie. 12,4 % de la superficie communale est en aléa moyen ou fort (67,5 % au niveau départemental et 48,5 % au niveau national). Sur les 354 bâtiments dénombrés sur la commune en 2019, 79 sont en aléa moyen ou fort, soit 22 %, à comparer aux 90 % au niveau départemental et 54 % au niveau national. Une cartographie de l'exposition du territoire national au retrait gonflement des sols argileux est disponible sur le site du BRGM,.
Par ailleurs, afin de mieux appréhender le risque d’affaissement de terrain, l'inventaire national des cavités souterraines permet de localiser celles situées sur la commune.

#### Risque particulier
Dans plusieurs parties du territoire national, le radon, accumulé dans certains logements ou autres locaux, peut constituer une source significative d’exposition de la population aux rayonnements ionisants. Certaines communes du département sont concernées par le risque radon à un niveau plus ou moins élevé. Selon la classification de 2018, la commune de Mandagout est classée en zone 3, à savoir zone à potentiel radon significatif.

## Toponymie
Provençal Mandagout, du roman Mandagot, du bas latin Mandagotum.

## Histoire

### Moyen Âge
Son nom renvoie à une famille de seigneurs des Cévennes : les Mandagout (ou Mandagot), dans laquelle on trouve par exemple Guillaume III (évêque d'Uzès) et son neveu Robert (évêque de Marseille).

## Politique et administration
La mairie, l'école, l'église catholique et le temple protestant, ainsi que le cimetière sont tous situés dans le hameau principal : Beaulieu.

### Liste des maires
| Période                                  | Période | Identité           | Étiquette | Qualité |
| ---------------------------------------- | ------- | ------------------ | --------- | ------- |
|                                          | 2001    | René Ribes         |           |         |
| 2001                                     | 2014    | Christian Pratlong |           |         |
| 2014                                     | 2020    | Francine Arbus     |           |         |
| Les données manquantes sont à compléter. |         |                    |           |         |

## Population et société

### Démographie
L'évolution du nombre d'habitants est connue à travers les recensements de la population effectués dans la commune depuis 1793. Pour les communes de moins de 10 000 habitants, une enquête de recensement portant sur toute la population est réalisée tous les cinq ans, les populations de référence des années intermédiaires étant quant à elles estimées par interpolation ou extrapolation. Pour la commune, le premier recensement exhaustif entrant dans le cadre du nouveau dispositif a été réalisé en 2006.

En 2022, la commune comptait 370 habitants, en évolution de −7,96 % par rapport à 2016 (Gard : +2,97 %, France hors Mayotte : +2,11 %).
| 1793  | 1800 | 1806  | 1821  | 1831  | 1836  | 1841  | 1846  | 1851  |
| ----- | ---- | ----- | ----- | ----- | ----- | ----- | ----- | ----- |
| 1 102 | 995  | 1 123 | 1 150 | 1 281 | 1 260 | 1 234 | 1 244 | 1 194 |

| 1856  | 1861  | 1866 | 1872 | 1876 | 1881 | 1886 | 1891 | 1896 |
| ----- | ----- | ---- | ---- | ---- | ---- | ---- | ---- | ---- |
| 1 103 | 1 036 | 973  | 905  | 929  | 864  | 838  | 826  | 785  |

| 1901 | 1906 | 1911 | 1921 | 1926 | 1931 | 1936 | 1946 | 1954 |
| ---- | ---- | ---- | ---- | ---- | ---- | ---- | ---- | ---- |
| 740  | 732  | 714  | 620  | 549  | 482  | 484  | 473  | 385  |

| 1962 | 1968 | 1975 | 1982 | 1990 | 1999 | 2006 | 2011 | 2016 |
| ---- | ---- | ---- | ---- | ---- | ---- | ---- | ---- | ---- |
| 346  | 296  | 250  | 255  | 290  | 331  | 362  | 392  | 402  |

| 2021 | 2022 | - | - | - | - | - | - | - |
| ---- | ---- | - | - | - | - | - | - | - |
| 379  | 370  | - | - | - | - | - | - | - |

## Économie

### Revenus
En 2018 (données Insee publiées en septembre 2021), la commune compte 205 ménages fiscaux, regroupant 406 personnes. La médiane du revenu disponible par unité de consommation est de 17 320 € (20 020 € dans le département).

### Emploi
|                | 2008   | 2013 | 2018   |
| -------------- | ------ | ---- | ------ |
| Commune        | 12,4 % | 13 % | 13,5 % |
| Département    | 10,6 % | 12 % | 12 %   |
| France entière | 8,3 %  | 10 % | 10 %   |

En 2018, la population âgée de 15 à 64 ans s'élève à 245 personnes, parmi lesquelles on compte 68,4 % d'actifs (54,9 % ayant un emploi et 13,5 % de chômeurs) et 31,6 % d'inactifs,. Depuis 2008, le taux de chômage communal (au sens du recensement) des 15-64 ans est supérieur à celui de la France et du département.
La commune fait partie de la couronne de l'aire d'attraction du Vigan, du fait qu'au moins 15 % des actifs travaillent dans le pôle,. Elle compte 53 emplois en 2018, contre 56 en 2013 et 48 en 2008. Le nombre d'actifs ayant un emploi résidant dans la commune est de 136, soit un indicateur de concentration d'emploi de 39,4 % et un taux d'activité parmi les 15 ans ou plus de 49,4 %.
Sur ces 136 actifs de 15 ans ou plus ayant un emploi, 42 travaillent dans la commune, soit 31 % des habitants. Pour se rendre au travail, 88,3 % des habitants utilisent un véhicule personnel ou de fonction à quatre roues, 0,7 % les transports en commun, 3,7 % s'y rendent en deux-roues, à vélo ou à pied et 7,3 % n'ont pas besoin de transport (travail au domicile).

### Activités hors agriculture

#### Secteurs d'activités
31 établissements sont implantés à Mandagout au 31 décembre 2019. Le tableau ci-dessous en détaille le nombre par secteur d'activité et compare les ratios avec ceux du département,.
| Secteur d'activité                                                                                        | Commune | Commune | Département |
| Secteur d'activité                                                                                        | Nombre  | %       | %           |
| --- | ------- | ------- | ----------- |
| Ensemble                                                                                                  | 31      |         |             |
| Industrie manufacturière, industries extractives et autres                                                | 5       | 16,1 %  | (7,9 %)     |
| Construction                                                                                              | 2       | 6,5 %   | (15,5 %)    |
| Commerce de gros et de détail, transports, hébergement et restauration                                    | 6       | 19,4 %  | (30 %)      |
| Information et communication                                                                              | 1       | 3,2 %   | (2,2 %)     |
| Activités spécialisées, scientifiques et techniques et activités de services administratifs et de soutien | 6       | 19,4 %  | (14,9 %)    |
| Administration publique, enseignement, santé humaine et action sociale                                    | 6       | 19,4 %  | (13,5 %)    |
| Autres activités de services                                                                              | 5       | 16,1 %  | (8,8 %)     |

Le secteur de l'administration publique, l'enseignement, la santé humaine et l'action sociale est prépondérant sur la commune puisqu'il représente 19,4 % du nombre total d'établissements de la commune (6 sur les 31 entreprises implantées à Mandagout), contre 13,5 % au niveau départemental.

### Agriculture
La commune est dans les Cévennes, une petite région agricole occupant l'ouest du département du Gard. En 2020, l'orientation technico-économique de l'agriculture  sur la commune est la polyculture et/ou le polyélevage.
|               | 1988 | 2000 | 2010 | 2020 |
| ------------- | ---- | ---- | ---- | ---- |
| Exploitations | 23   | 14   | 17   | 17   |
| SAU (ha)      | 215  | 136  | 48   | 61   |

Le nombre d'exploitations agricoles en activité et ayant leur siège dans la commune est passé de 23 lors du recensement agricole de 1988  à 14 en 2000 puis à 17 en 2010 et enfin à 17 en 2020, soit une baisse de 26 % en 32 ans. Le même mouvement est observé à l'échelle du département qui a perdu pendant cette période 61 % de ses exploitations,. La surface agricole utilisée sur la commune a également diminué, passant de 215 ha en 1988 à 61 ha en 2020. Parallèlement la surface agricole utilisée moyenne par exploitation a baissé, passant de 9 à 4 ha.

### Secteurs d'activités

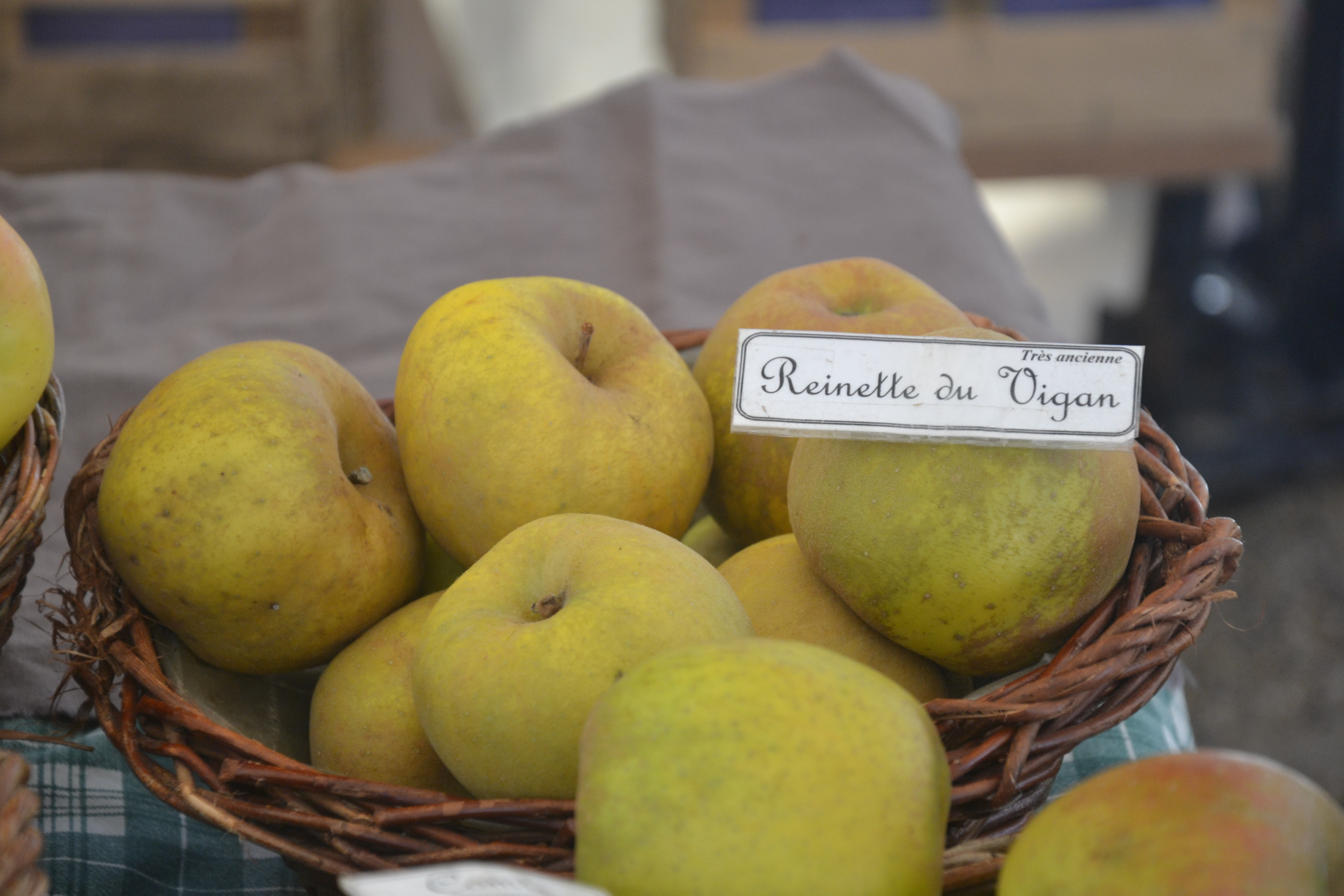
Pomme variété Reinette du Vigan.

La principale activité est l'agriculture, les productions les plus connues étant l'oignon doux et la reinette du Vigan.

## Culture locale et patrimoine

### Édifices civils

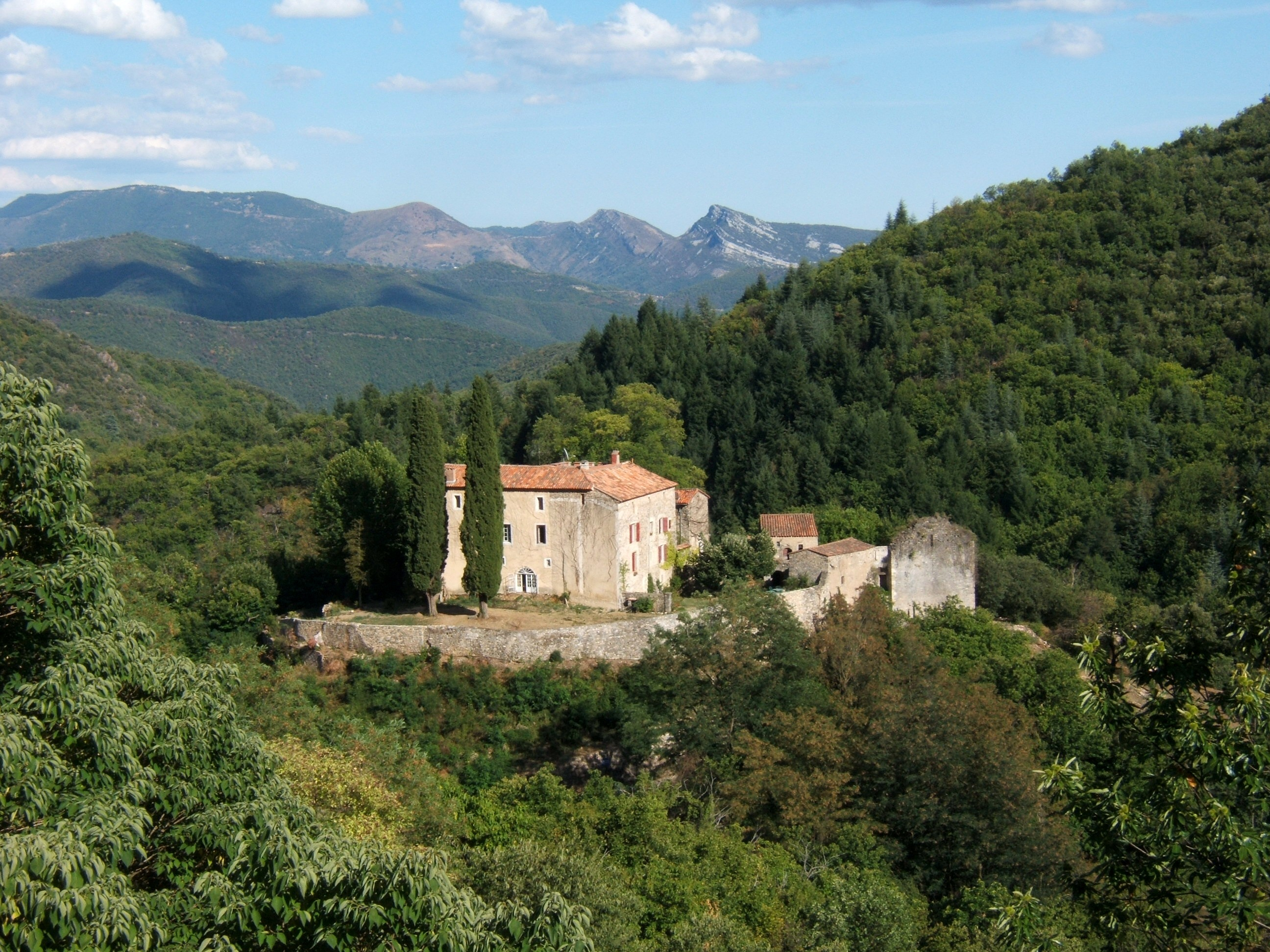
Le château de Mandagout.

- Le château de Mandagout, reconstruit aux XVe et XVIe siècles et de l'Arboux, appelé aussi Beauregard, qui n'est plus maintenant qu'un ensemble de grandes bâtisses sur un monticule barrant une vallée.
- Le hameau de Costubague : ruines d'un château ayant appartenu à la famille d'Albignac.
- Le refuge de Cap de Cote ou Cap de Coste[33], 1 189 mètres. Bel endroit nommé plusieurs fois par André Chamson, spécialement dans son roman « Les hommes de la route » (1927). Vue jusqu'à la mer par beau temps[34].

### Édifices religieux
- Temple protestant de Mandagout.

#### Hameau de Beaulieu
- Église Saint-Grégoire-et-Notre-Dame de Beaulieu.
- On distingue les restes de l'ancien temple protestant (clocher et rosace) reconverti en habitation. Il a été construit en 1648 et utilisé jusqu'à la fin du XVIIe siècle. Le temple actuellement utilisé, situé en face de la mairie, est daté de 1892 sur la façade.

### Personnalités liées à la commune
- Guillaume III de Mandagout : évêque d'Uzès.
- Jacques Montet : chimiste français, natif de Mandagout.
- Georges Gillier : pasteur de Mandagout et créateur du maquis des Corsaires.
- René Trautmann : pilote de rallye français, inventeur du système de notes du copilote.

## Héraldique
| Blason de Mandagout | Blason  | D’azur au dragon d’or, au chef d’argent chargé de trois tourteaux de sable. |
| Blason de Mandagout | Détails | Le statut officiel du blason reste à déterminer.                            |